# The Tell-Tale Step
The Tell-Tale Step er en amerikansk stumfilm fra 1917 af Burton George.

## Medvirkende
- Pat O'Malley som Hugh Graham
- Shirley Mason som Lucia
- Guido Colucci som Giovanni Pallazzi
- Charles Sutton som Luigi
- Robert Huggins som Pietro